# برج الكيفان
برج الكيفان بلدية من بلديات ولاية الجزائر تابعة لدائرة الدار البيضاء التي تقع شرق الجزائر العاصمة، تضم المراكز العمرانية التالية: بني مراد، درقانة، بن زرقة، حي موحوس، حي راسوطة، الضفة الخضراء.
تتميز بطابعها السياحي والساحلي ونسيجها العمراني، تسمى باللغة العربية حصن الماء، حيث كانت الوجهة المفضلة للأجانب، ويظهر ذلك جليا باحتفاظها بالعديد من الفيلات القديمة التي يعود أغلبها إلى عهد الاستعمار.

## تاريخ
- أثناء الحكم العثماني في 1556 قام الباشا محمد كردوغلي حاكم الجزائر ببناء حصن على صخرة في شاطي البحر المكان مهم لأنه يسمح بمراقبة مداخل خليج الجزائر
- بعد الاحتلال الفرنسي للمطقة في 1835 قام الأمير البولوني مير ميرسكي الذي طرد من بلاده بعد الثورة بالاستحواذ على 4000 هكتار - من كثرة الديون اضطر لبيعها للكونت فال دي سان خوان.
- 1846 وزارة الحرب الفرنسية يقرر خلق مستعمرة من الأسبان تحت حكم بارون فيالار.
- في 1851 الرازوتا تتحول لبلدية.
- في 2 جوان 1881 بعد تقسيم إداري جديد تم خلق بلدية فور دي لو تتحول سريعا لمنتجع سياحي وفي 1900 يتم تشييد فندق وكازينو.
- بعد الاستقلال في 1962 تستعيد البلدية تسميتها العربية الأصلية برج الكيفان.

مدينة برج الكيفان مبنية على طراز المدن الحديثة بشارع عريض وسطها، يعبرها من الشرق للغرب بالإضافة لساحة مربعة تنطلق منها طرقات صغيرة

## حي موحوس
حي موحوس هو من الأحياء الشعبية التابعة لبلدية برج الكيفان. يقع في الجنوب من قلب المدينة. يحده من الشمال قلب مدينة برج الكيفان. ومن الجنوب حي قايدي وراسوطة ومن الغرب حي سوريكال و claire matin
كان في القديم عبارة عن غابات ومزارع. ولكن بعد الاستقلال تطور شيئا فشيئا ليصبح من بين أكبر الأحياء الشعبية في مدينة برج الكيفان.
كما يحتوي حي موحوس على «ثانوية موحوس المختلطة» وعلى ثلاث ابتدائيات «موحوس 1 2 و3».

## اقتصاد
برج الكيفان ومنذ 100 سنة هي مدينة سياحية بالدرجة الأولى شارع علي خوجة متحوف بالمطاعم وبائعي المثلجات خصوصا في فصل الصيف حاليا هناك نشاد فندقي مكثف في بناء مراكز أعمال وفنادق على طول الجبهة البحرية.كما لا يمكن تجاهل الدور الريادي للبلدية في الزراعة حيث كانت ومنذ العهد الاستعماري منطقة خصبة لإنتاج اغلب أنواع الخضر كالجزر والخس والبطاطة وغيرها كما تمتاز بزراعة الفراولة اما بعد الاستقلال ضلت كذلك حتى سنوات التسعينات التي تم نهب وتحويل كافة أراضيها إلى النشاط العمراني المنظم منه والفوضوي حتى صار العمران يطغى على الطابع الفلاحي

## التعليم
- المعهد العالي لمهن فنون العرض والسمعي البصري'Ismas'
- المعهد العالي للتسيير والتخطيط ISGP
- ثانويات (ثانوية موحوس، ثانوية الشيخ أحمد حسين الضفة الخضراء، ثانوية عمر المختار، ثانوية الحي الدبلوماسي درقانة، ثانوية فايزي...) والعديد من المتوسطات

(متوسطة راس الصوطة، متوسطة الضفة الخضراء القديمة، ونظيرتها الجديدة، متوسطة مالك حداد، متوسطة ابن باديس، متوسطة الدوم الجديدة...) والابتدائيات (الإخوة قرمي، الجديدة...)
- المدرسة الوطنية العليا لتكنولوجيات المتقدمة ENSTA (بالمقر السابق للمركز البيوطبي التابع لكلية الطب - درقانة).

## النقل
خط النقل الجديد للترامواي يشمل البلدية بطول 8 كم دخل الخدمة في سنة 2011
طريق الوطني رقم 24 يمر بوسط المدينة ويربطها بالبلديات المجاورة بالإضافة إلى الطريق السيار رقم 5.

## الشواطئ
تحتضن هذه البلدية العديد من الشواطئ البحرية كشاطئ عروس البحر، شاطئ الباخرة المحطمة، شاطئ الضفة الخضراء، شاطئ إسطنبول.

## شخصيات من البلدية
- الفنانة التشكيلية باية 1931 - 1998
- الممثلة مارث فيلالوغا 1932
- لاعب الرغبي جون-فرنسوا فيليبونو 1950 - 1976
- الكورغراف ريجين شوبينو 1952
- البطلة العالمية للجيدو سليمة سواكري 1974
- البطل الأفريقي للملاكمة بلكيف بوعلام 1963

## مواضيع ذات صلة
- تاريخ ولاية الجزائر
- بلديات ولاية الجزائر
- دوائر ولاية الجزائر